# 赛西
赛西（法語：Saisy，法語發音：[sɛzi]）是法国索恩-卢瓦尔省的一个市镇，属于欧坦区。

## 地理
赛西（46°57'34"N, 4°32'59"E）面积17.12 平方千米，位于法国勃艮第-弗朗什-孔泰大區索恩-卢瓦尔省，该省份为法国中部省份，北起顺时针与科多尔省、汝拉省、安省、罗讷省、卢瓦尔省、阿列省和涅夫勒省接壤。
与赛西接壤的市镇（或旧市镇、城区）包括：欧比尼拉龙斯、圣热尔韦叙库什、诺莱、科隆日拉马德莱娜、埃佩尔蒂利、埃皮纳克、莫尔莱。

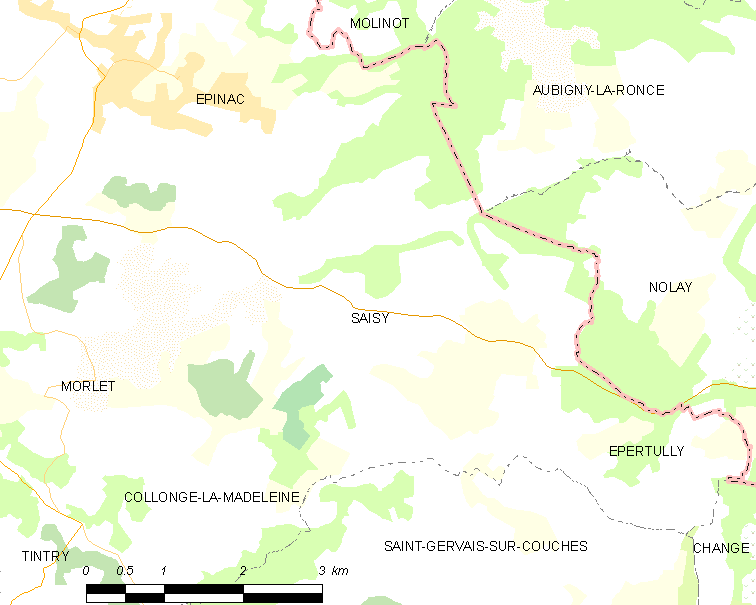
赛西的OSM定位图

赛西的时区为UTC+01:00、UTC+02:00（夏令时）。

## 行政
赛西的邮政编码为71360，INSEE市镇编码为71493。

## 政治
赛西所属的省级选区为欧坦第一县。

## 人口

1962-2008年间赛西人口变化图示

赛西于2022年1月1日时的人口数量为349人。